# Варшавский мост (Санкт-Петербург)
Варша́вский мост — автодорожный металлический арочный мост через Обводный канал в Адмиралтейском районе Санкт-Петербурга, соединяет Безымянный остров и левый берег Обводного канала. Объект культурного наследия регионального значения.

## Расположение
Является продолжением Измайловского проспекта через Обводный канал. Рядом с мостом расположено здание Варшавского вокзала и Церковь Воскресения Христова. Ближайшая станция метрополитена (500 м) — «Балтийская».
Выше по течению находится Ново-Московский мост, ниже — Митрофаньевский мост.

## Название
Название известно с 1860-х годов и дано по находящемуся рядом Варшавскому вокзалу.

## История
К 1860 году напротив Варшавского вокзала находился временный деревянный мост. В том же году были составлены проекты двух мостов, которые должны были располагаться один против двора отходящих поездов, другой — у двора прибывающих поездов. В 1862 году был построен деревянный балочно-подкосный мост напротив двора отходящих поездов. Он располагался немного выше по течению от оси современного Варшавского моста. В 1869—1870 годах Обществом Российских железных дорог был построен однопролётный металлический арочный мост на каменных опорах отверстием 21,7 м и шириной 22,1 м. Проект был составлен инженером Н. С. Серебренитским. На Варшавском мосту впервые в Петербурге вместо чугунных были применены стальные клёпаные арочные балки. В 1876 году мост был расширен на 4,6 м для прокладки двойного пути конки.
В 1908—1910 годах в связи с увеличивающимся транспортным потоком и прокладкой трамвайных путей ширина моста увеличилась с 22,1 до 30,6 м (без изменения конструктивного решения пролёта). Проект переустройства моста (включая проект временного моста) был разработан инженерами А. П. Пшеницким и В. А. Берсом. Работы по перестройке моста производились инженером Н. Н. Баклановским. На время производства работ для сохранения экипажного движения был возведён временный деревянный мост. 

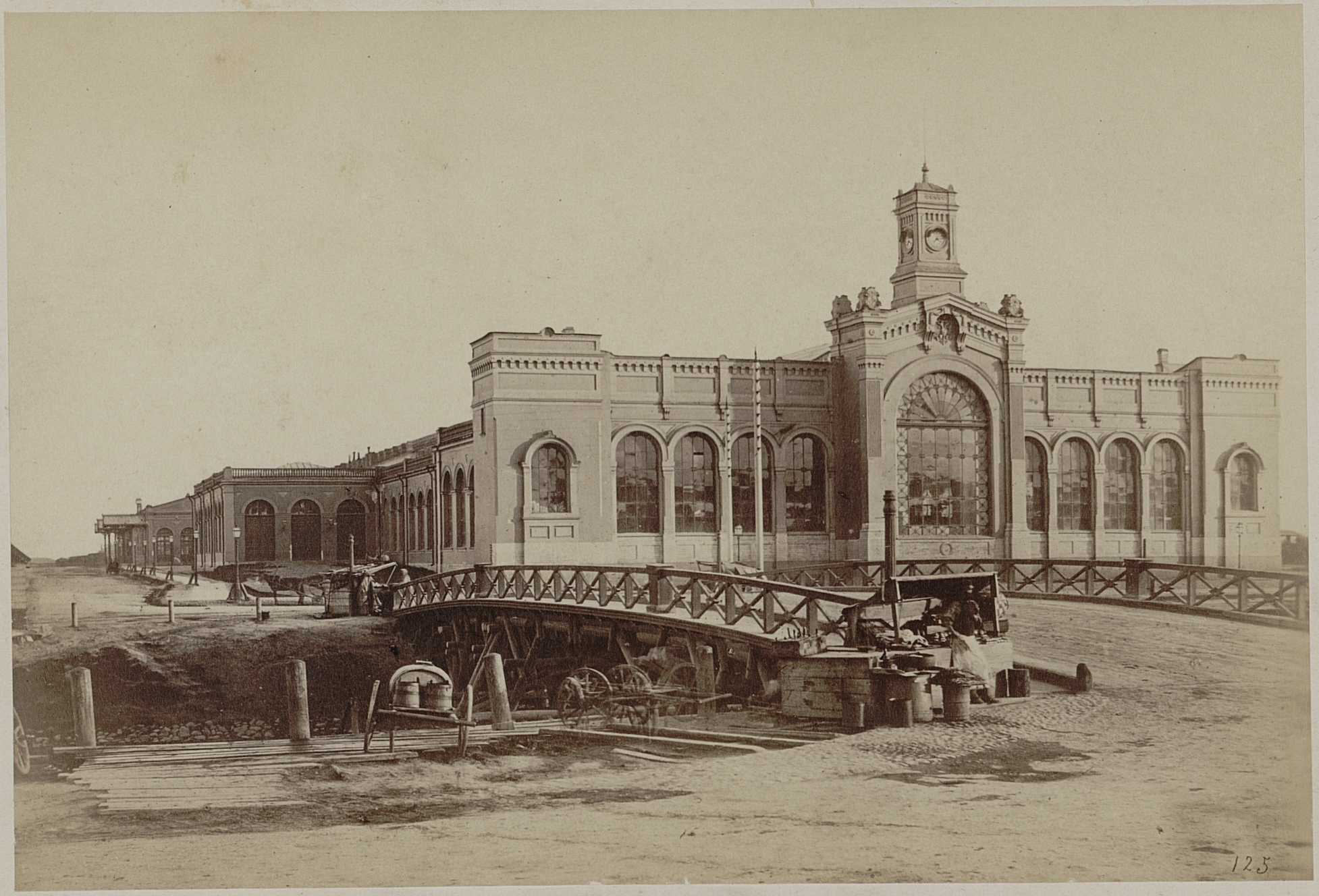
Деревянный Варшавский мост. Фото А. Ф. Лоренса, 1860-е
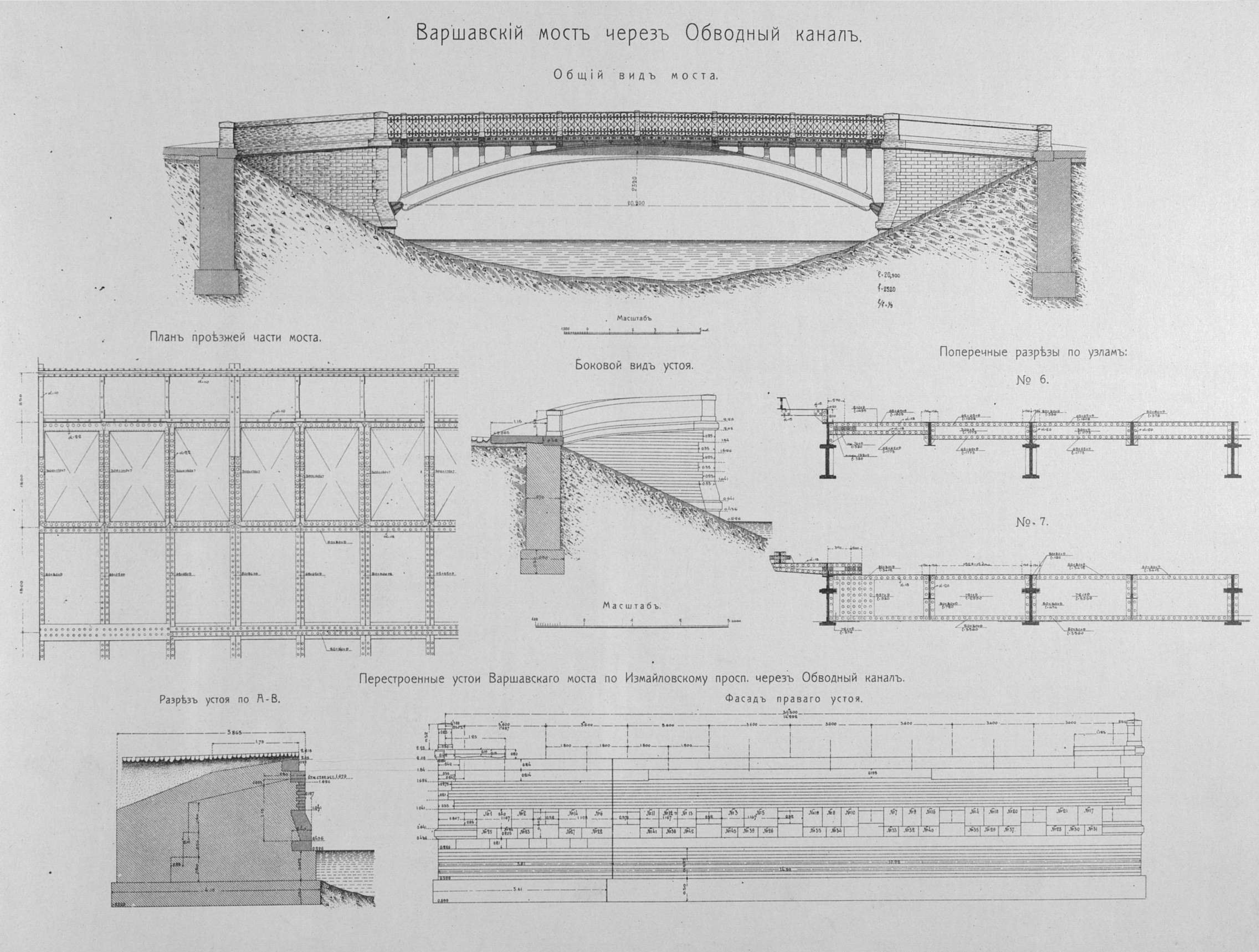
Проект перестройки моста. 1907—1908 гг.
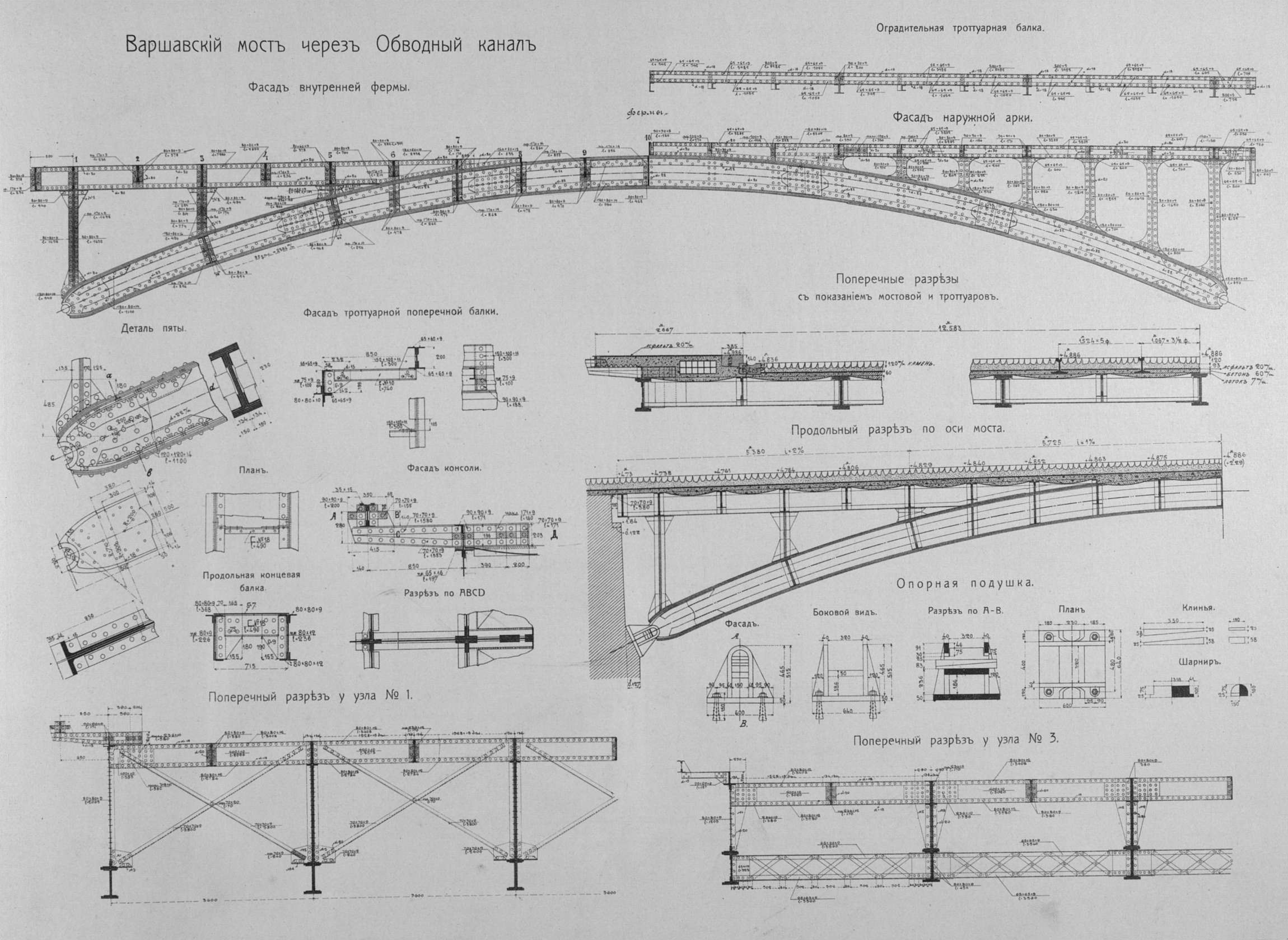
Проект перестройки моста. 1907—1908 гг.
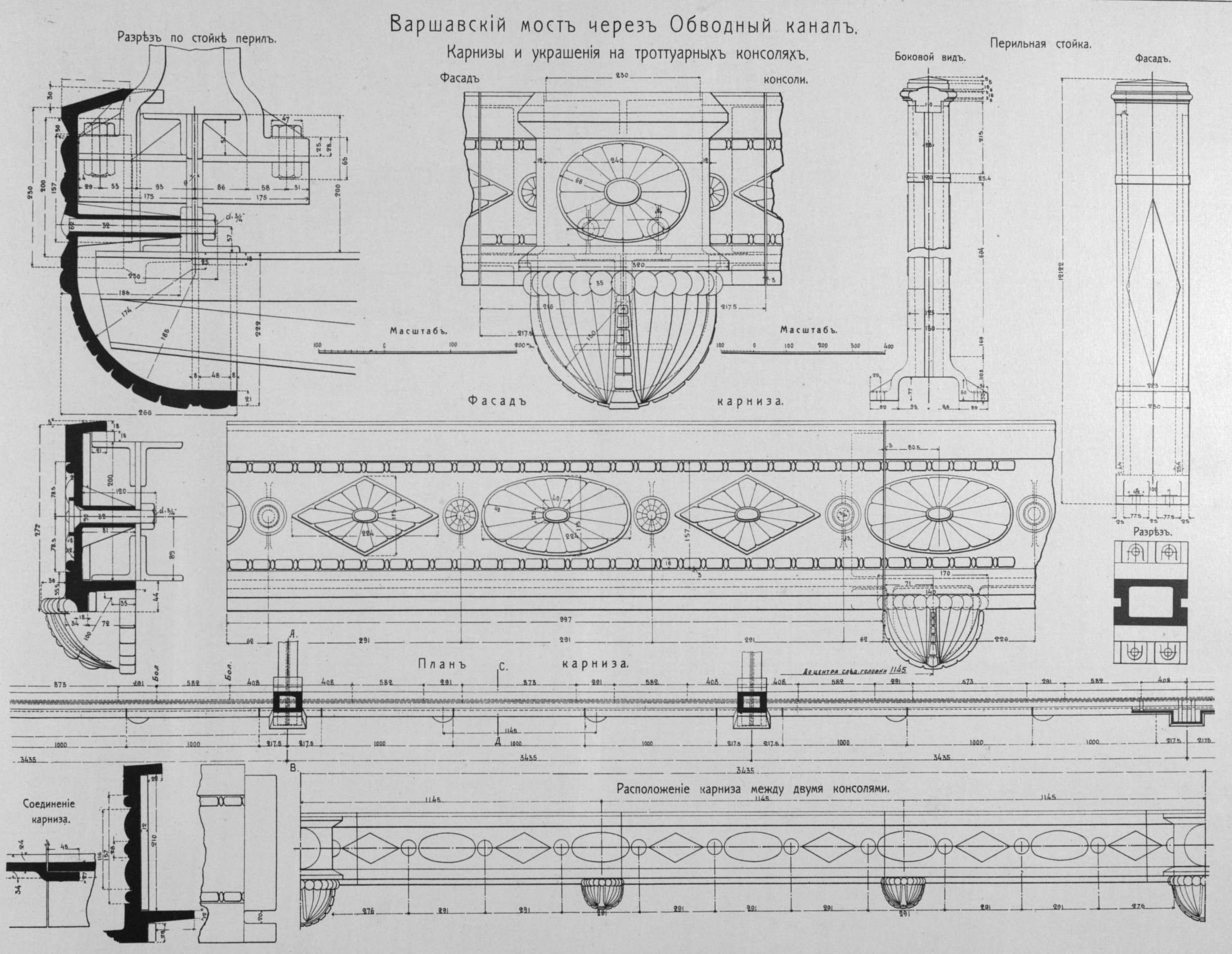
Проект перестройки моста. 1907—1908 гг.

В 1954 году был выполнен ремонт гранитных парапетов на устоях моста. В 1983 году произведен капитальный ремонт проезжей части с заменой гидроизоляции и установкой парапетного ограждения проезжей части. В 1992 году распоряжением мэра Санкт-Петербурга от 30.01.1992 № 108-р «О взятии под охрану недвижимых памятников градостроительства и архитектуры Санкт-Петербурга и пригородов» Варшавский мост был признан объектом культурного наследия регионального значения.
К началу 2000-х годов металлоконструкции пролётного строения пришли в неудовлетворительное состояние. С ноября 2006 года по август 2007 года произведён капитальный ремонт моста. Работы вела компания ООО «Ризалит». В ходе ремонта были полностью заменены верх пролётного строения, вспомогательные и поперечные балки. С моста были демонтированы трамвайные пути, расширена проезжая часть. На время ремонта был сооружен временный пешеходный мост ниже по течению. Для пешеходов мост был открыт 18 июня 2007 года, автомобильное движение открылось 24 августа. Стоимость ремонта составила около 145 млн рублей. 

## Конструкция
Мост однопролётный металлический арочный. Пролётное строение состоит из металлических двухшарнирных арок постоянного двутаврового сечения с надарочными сквозными конструкциями из прогонов на стойках и поперечных балок между ними. По конструктивной схеме идентичен Садовому, Поцелуеву и Пантелеймоновскому мостам. Опоры, вынесенные в канал, облицованы путиловским известняком, с разделкой гранитом. Длина моста составляет 38,2 м, ширина — 30,6 м.
Мост предназначен для движения автотранспорта и пешеходов. Проезжая часть моста включает в себя 6 полос для движения автотранспорта. Покрытие проезжей части — литой асфальтобетон, тротуаров — гранитные плиты (на открылках) и асфальтобетон. В центре моста устроен островок безопасности, вымощенный плиткой. Тротуар отделен от проезжей части высоким гранитным поребриком. Перильные ограждения представляют собой металлическую решетку с геометрическим рисунком, разбитую металлическими же квадратными тумбами на 8 секций. На открылках устоев установлены гранитные парапеты. На них местами видны следы от осколков снарядов, оставшиеся со времен блокады.